# Dhobaura
Dhobaura è un sottodistretto (upazila) del Bangladesh situato nel distretto di Mymensingh, divisione di Mymensingh. Si estende su una superficie di 251,880 km² e conta una popolazione di 196.284  abitanti (censimento 2011).